# Mavarz
Mavarz (persiska: مورَز, مُّرز, مورز) är en ort i Iran.   Den ligger i provinsen Chahar Mahal och Bakhtiari, i den centrala delen av landet, 400 km söder om huvudstaden Teheran. Mavarz ligger 1 505 meter över havet och antalet invånare är 224.
Terrängen runt Mavarz är bergig åt sydost, men åt nordväst är den kuperad. Mavarz ligger nere i en dal. Runt Mavarz är det ganska glesbefolkat, med 42 invånare per kvadratkilometer. Närmaste större samhälle är Jangeh, 19,1 km sydväst om Mavarz. Omgivningarna runt Mavarz är i huvudsak ett öppet busklandskap.